# Ronald Brunlees McKerrow
Ronald Brunlees McKerrow (12. Dezember 1872 in Putney  – 20. Januar 1940 in Picket Piece, Wendover, Buckinghamshire) war ein englischer Buchwissenschaftler und Shakespearegelehrter.

## Leben und Werk
McKerrows Vater Alexander McKerrow war Bauingenieur, seine Mutter Mary Jane Brunlees war die Tochter von Sir James Brunlees, dem damaligen Präsidenten der Institution of Civil Engineers. Er ist in Picket Piece begraben. Sein Nachlass ist in der Bibliothek des Trinity College aufbewahrt.

### Akademischer Lebenslauf
McKerrow besuchte die Harrow School, das King’s College London und das Trinity College, Cambridge. In der Zeit von 1897 bis 1900 unterrichtete er englische Sprache in Tokyo. Nach seiner Rückkehr nach London wurde er 1908 Direktor des Verlages Sidgwick and Jackson. 1911 wurde er von der University of Cambridge promoviert. 1912 wurde er zusammen mit Alfred W. Pollard Generalsekretär der Bibliographical Society. Die Gesellschaft wurde zum Zentrum seiner wissenschaftlichen Betätigung. Während des Ersten Weltkriegs lehrte er an der Abteilung für englische Sprache am King’s College. 1925 gründete er The Review of English Studies und blieb deren Herausgeber bis zu seinem Tod. Von 1934 bis 1937 gab er The Library heraus, die Zeitschrift der Bibliographical Society.

### Wissenschaftliche Tätigkeit
McKerrow’s wissenschaftliche Tätigkeit konzentrierte sich auf drei Bereiche. Er beschäftigte sich mit dem frühen englischen Drama, insbesondere den Werken von Thomas Nashe und Shakespeare. Er war einer der Gründer der  Malone Society, er erforschte die Geschichte des englischen Buchhandels in der beginnenden Neuzeit und leistete dazu bedeutende Beiträge. In dem von der Bibliographical Society von ihm herausgegebenen Werk Dictionaries of the printers and booksellers who were at work in England, Scotland and Ireland, 1557–1775 (1910) verfasste er den Band zu der Epoche von 1557 bis 1640. Außerdem beschäftigte er sich mit Theorie und Praxis der historischen deskriptiven Bibliographie und Textkritik (Überlieferungsgeschichte oder Traditionskritik von Texten, mit dem Ziel, die Ursachen von Textvarianten zu klären). Er verfasste dazu An Introduction to Bibliography for Literary Students (1927), das neben Philip Gaskell’s New Introduction to Bibliography (1972) bis heute ein Standardwerk ist. Sein Beitrag Prolegomena for the Oxford Shakespeare (1939) war als Einleitung für eine kritische Edition der Werke Shakespeares gedacht und blieb unvollendet.
Zusammen mit Alfred W. Pollard und W. W. Greg gehörte R. B. McKerrow zu den drei bedeutendsten Vertretern der englischen Buchwissenschaft in der ersten Hälfte des 20. Jahrhunderts. Seine Introduction to Bibliography gilt als Pionierarbeit im Bereich der analytischen Bibliographie.

## Ehrungen
McKerrow wurde 1927 von der Universität Löwen zum Ehrendoktor ernannt. 1928 war er an der Cambridge University der Sandars Reader in Bibliography. Im folgenden Jahr erhielt er die Goldmedaille der Bibliographical Society. 1932 wurde er zum Fellow der British Academy ernannt.

## Ausgewählte Veröffentlichungen
- Werke von Thomas Nashe; The Works of Thomas Nashe. Edited from the original texts. A. H. Bullen, London 1904.
- Werke von Thomas Dekker; The gull’s horn-book. De la More Press, London 1904.
- Werke von Barnabe Barnes; The Divils Charter: a Tragædie conteining the Life and Death of Pope Alexander the sixt … Louvain, 1904.
- A Dictionary of printers and booksellers in England, Scotland and Ireland, and of foreign printers of English books 1557–1640., London 1910 (ed., for the Bibliographical Society); reprinted in Dictionaries of the printers and booksellers who were at work in England, Scotland and Ireland, 1557–1775 (1977).
- Printers’ & Publishers’ Devices in England & Scotland 1485–1640. Printed for the Bibliographical Society at the Chiswick Press, London 1913; kb.dk
- Title-page Borders used in England & Scotland, 1485–1640. London 1932 (with F. S. Ferguson).
- An Introduction to Bibliography for Literary Students. Clarendon Press, Oxford 1927. (reprint, with an introduction by David McKitterick. Oak Knoll Press, 1995).
- Prolegomena for the Oxford Shakespeare: A study in editorial method. Clarendon Press, Oxford 1939.
- Ronald Brunlees McKerrow: A Selection of His Essays. Hrsg.: John Phillip Immroth. Scarecrow Press, Metuchen NJ 1974 (The Great Bibliographers Series, No. 1).